# Pleyber-Christ
Pleyber-Christ (bretonisch Pleiber-Krist) ist eine französische Gemeinde mit 3175 Einwohnern (Stand 1. Januar 2022) im Norden der Bretagne im Département Finistère.

## Lage
Der Ort befindet sich etwa 15 Kilometer südlich der Atlantikküste bei der Rade de Morlaix am Ärmelkanal. Morlaix liegt neun Kilometer nördlich, Brest 46 Kilometer westlich und Paris etwa 450 Kilometer östlich.

## Verkehr
Pleyber-Christ besitzt eine Abfahrt an der Schnellstraße E 50 (Brest–Rennes) und einen Regionalbahnhof an der überwiegend parallel verlaufenden Bahnlinie. Bei Brest und Rennes befinden sich Regionalflughäfen.
Der Ort ist mit Lostwithiel in Cornwall verschwistert.

## Bevölkerungsentwicklung
| Jahr                       | 1962 | 1968 | 1975 | 1982 | 1990 | 1999 | 2009 | 2017 |
| Einwohner                  | 2157 | 2187 | 2525 | 2812 | 2828 | 2790 | 3044 | 3139 |
| Quellen: Cassini und INSEE |      |      |      |      |      |      |      |      |

## Persönlichkeiten
- Jean-Marie-Raphaël Le Jeune (1855–1930), kanadischer römisch-katholischer Priester, Linguist, Autor und Zeitungsverleger

## Sehenswürdigkeiten

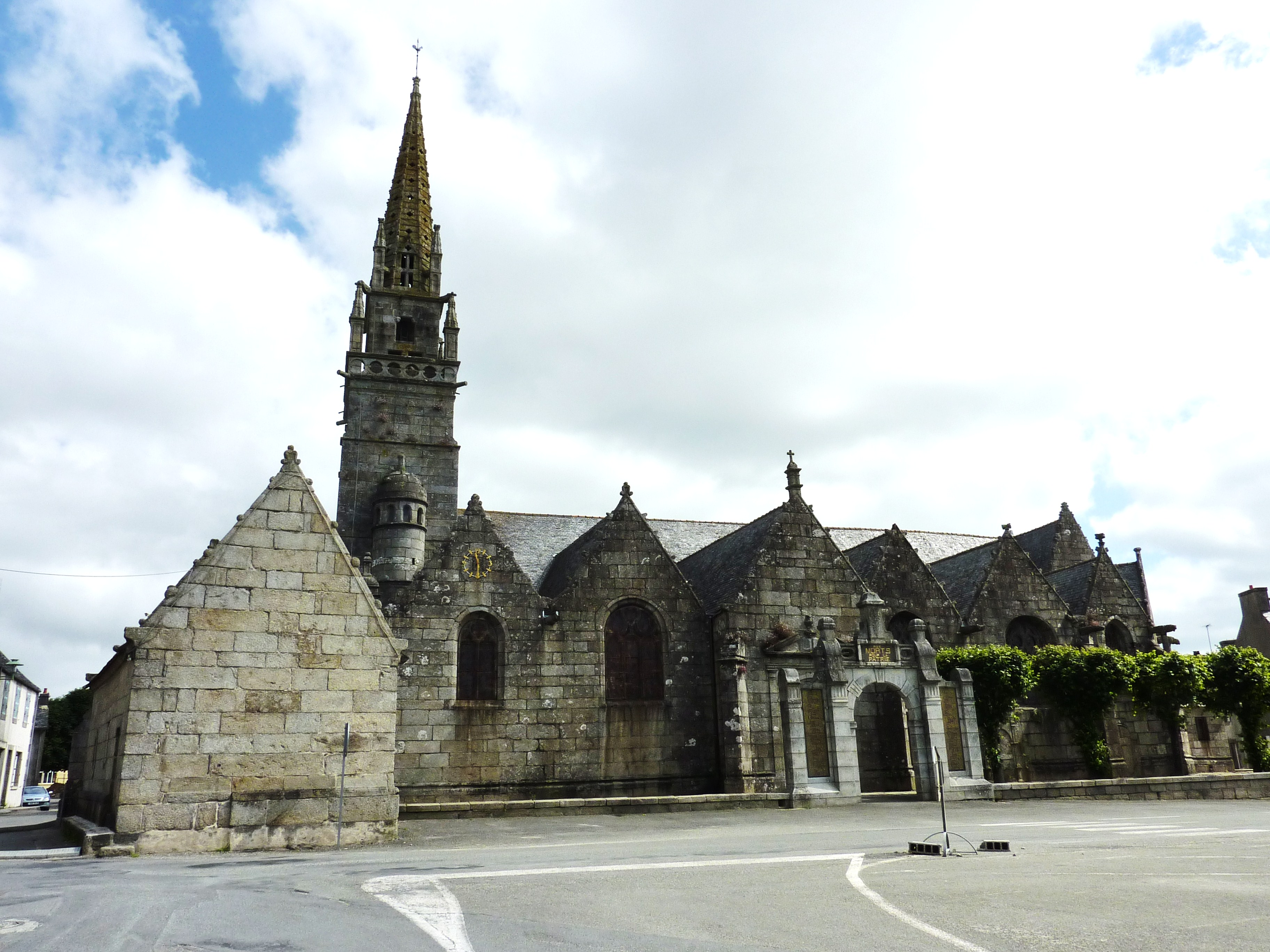
Kirche Saint-Pierre und Beinhaus (links)

Siehe auch: Liste der Monuments historiques in Pleyber-Christ
- Château de Lesquiffiou mit Taubenturm (Monument historique)